# 아름다운 이별은 없다
"아름다운 이별은 없다"는 2013년에 개봉한 대한민국의 영화이다.

## 캐스팅
- 고수현 : 사내 역
- 황정아 : 여자 역